# Проспект Ленина (Красное Село)
Проспект Ленина — улица в Красносельском районе Санкт-Петербурга. Проспект начинается от Гореловского путепровода и проходит от Гатчинской железнодорожной линии до перекрестка с улицей Восстановления, Гатчинским шоссе и Кингисеппским шоссе. На север продолжается Красносельским шоссе.

## История строительства
Николай I в 1844 году приказал создать ряд шоссе, ведущих в сторону лагеря в Красном Селе, в том числе «по старой мостовой от д. Лигово (в 13-ти верстах от Петербурга)». Зимой в том же году проходили изыскания и составлялись проекты, началась заготовка материалов, работы начались с ранней весны. Перестраивалась уже существовавшая ранее дорога, начиная от Троицкой церкви, «мимо бывшего посольского дома и по слободам Братошинской и Павловской». Проект составлял инженер-капитан Гернгросс 2-й, он же производил работы. Согласно проекту, для реорганизации волнистой, с большим количеством возвышенностей дороги в продольную надо было местами изъять землю, местами сделать насыпи, при этом убрать множество уже имеющихся труб; но в утверждённом проекте не было продумано наличие домов по сторонам от дороги, и доступ из них на шоссе в итоге был сильно затруднён. Дождливой весной 1845 года Николай I при инспекции шоссе с глинистой землёй под полотном нашёл его опасным для проезжающих и сделал выговор руководству, которое, в свою очередь, наказало виновных, в частности, отправив на два месяца на гауптвахту начальника отделения подполковника Богушевского и капитана Гернгросса. Было решено сделать в полотне в некоторых местах прежние насыпи, от каждого дома создать мощёные спуски на дорогу, на краях откосов глубоких боковых канав устроить напротив домов перила, сплошные по обеим сторонам шоссе, и так далее. Работы должны были проводиться за счёт виновных, но после завершения работ, осенью, главный управляющий путями сообщения, граф Клейнмихель, решил всё же не относить работы на их счёт.

## Здания и сооружения
Нечётная сторона:
- д. 1 — автосервис
- д. 43/1 — Российский государственный гуманитарный университет (РГГУ), филиал в Санкт-Петербурге
- д. 49/8 — Дом Культуры
- д. 65 — Детская библиотека, филиал № 7 ЦБС Красносельского района
- д. 73 — Участковый пункт полиции № 4 отдела полиции № 9 Управления МВД России по Красносельскому району Санкт-Петербурга
- д. 77А — ОАО «Мостостроительный Отряд 19»
- д. 81 — Отделение почтовой связи № 320 Красносельского района
- д. 85 — Муниципальное образование г. Красное Село; офисный центр
- д. 93 — Бывший жилой дом. Построен в стиле модерн в начале XX века. Вновь выявленный объект культурного наследия.

Чётная сторона:
- д. 66А — автостоянка

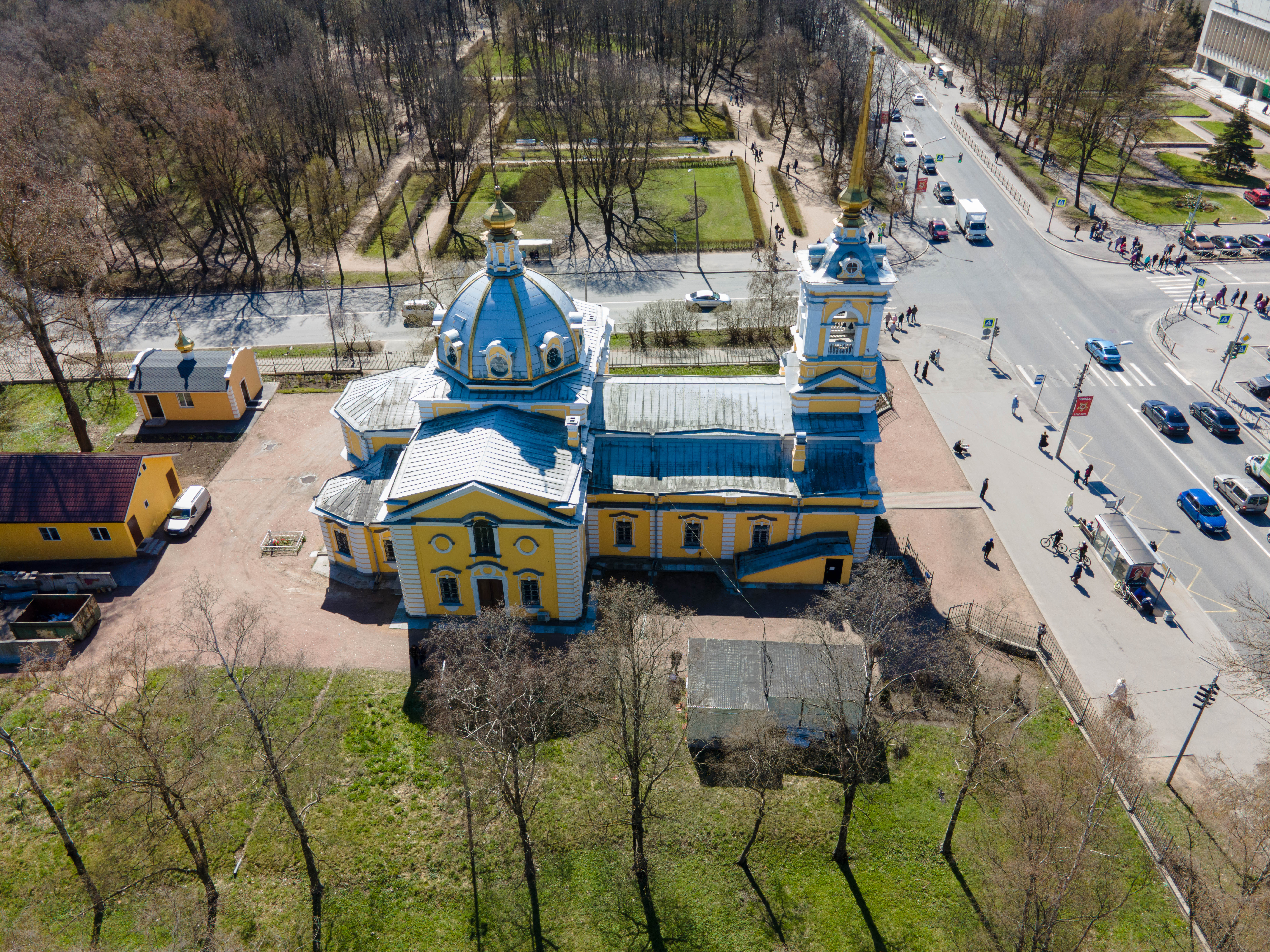
Церковь Пресвятой Троицы

- д. 88 — ГОУСОШ Школа № 270 г. Красное Село
- д. 92/1 — Северо-Западный банк Сбербанка России, Красносельское отделение № 1892/0687
- д. 98 — Детская музыкальная школа № 34 Красносельского района
- д. 102/2 — Церковь евангельских христиан-баптистов
- д. 108 — Церковь Пресвятой Троицы
- д. 114 — бывший дворец вел. кн. Михаила Павловича
- д. 120 — автошкола

## Памятники и монументы
На проспекте расположены следующие памятники:
- памятник В. И. Ленину (у пересечения с улицей Первого Мая)
- памятник жертвам фашизма «Не забывайте нас» (у пересечения с улицей Свободы)
- памятник А. Ф. Можайскому (пересечение проспекта с улицей Восстановления, Гатчинским и Кингисеппским шоссе)

## Транспорт
- Автобусы: № 144, 145, 145Б, 145Э, 146, 147, 149, 149А, 165, 245, 301, 442, 458, 458Б, 481, 482, 482В, 484, 487, 546, 632А, 636, 639А
- Маршрутные такси: 631, 650В
- Железнодорожные платформы, вокзалы: Скачки (650 м), Красное Село (920 м)

## Пересекает следующие улицы
С севера на юг:
- Красносельское шоссе (является продолжением)
- Дальняя улица
- улица Бабушкина
- Семёновская улица
- Ленинградская улица
- Авиационная улица
- Гореловская улица
- Гражданская улица
- улица Ломоносова
- Геологическая улица
- Рабочая улица
- Боровая улица
- Красногвардейская улица
- Бронетанковая улица
- улица Освобождения
- Нагорная улица
- улица Массальского
- Гвардейская улица
- улица Суворова
- улица Юных Пионеров
- улица Равенства
- улица Свободы
- переулок Щуппа
- улица Восстановления
- Гатчинское шоссе
- Кингисеппское шоссе

## Галерея

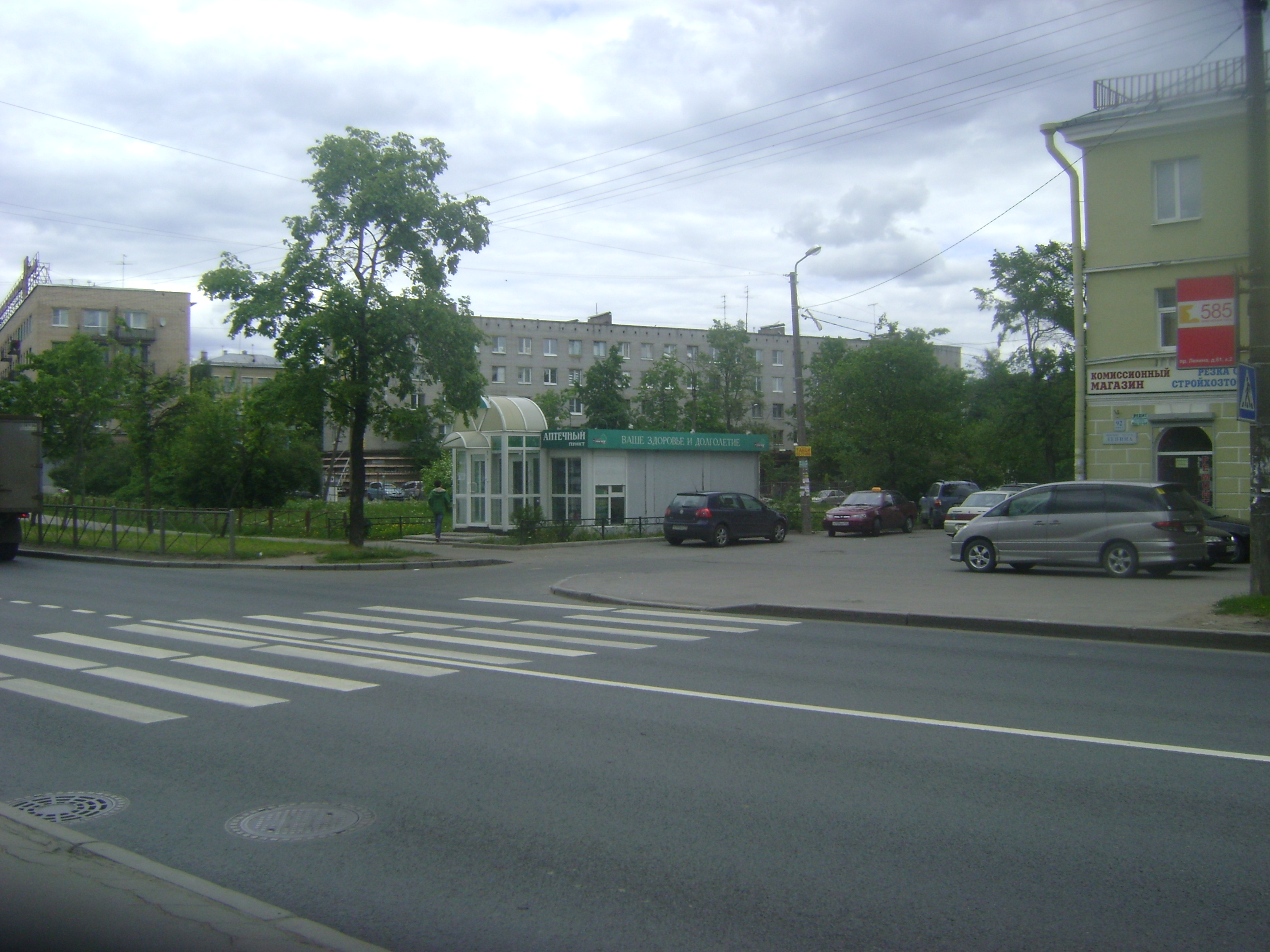
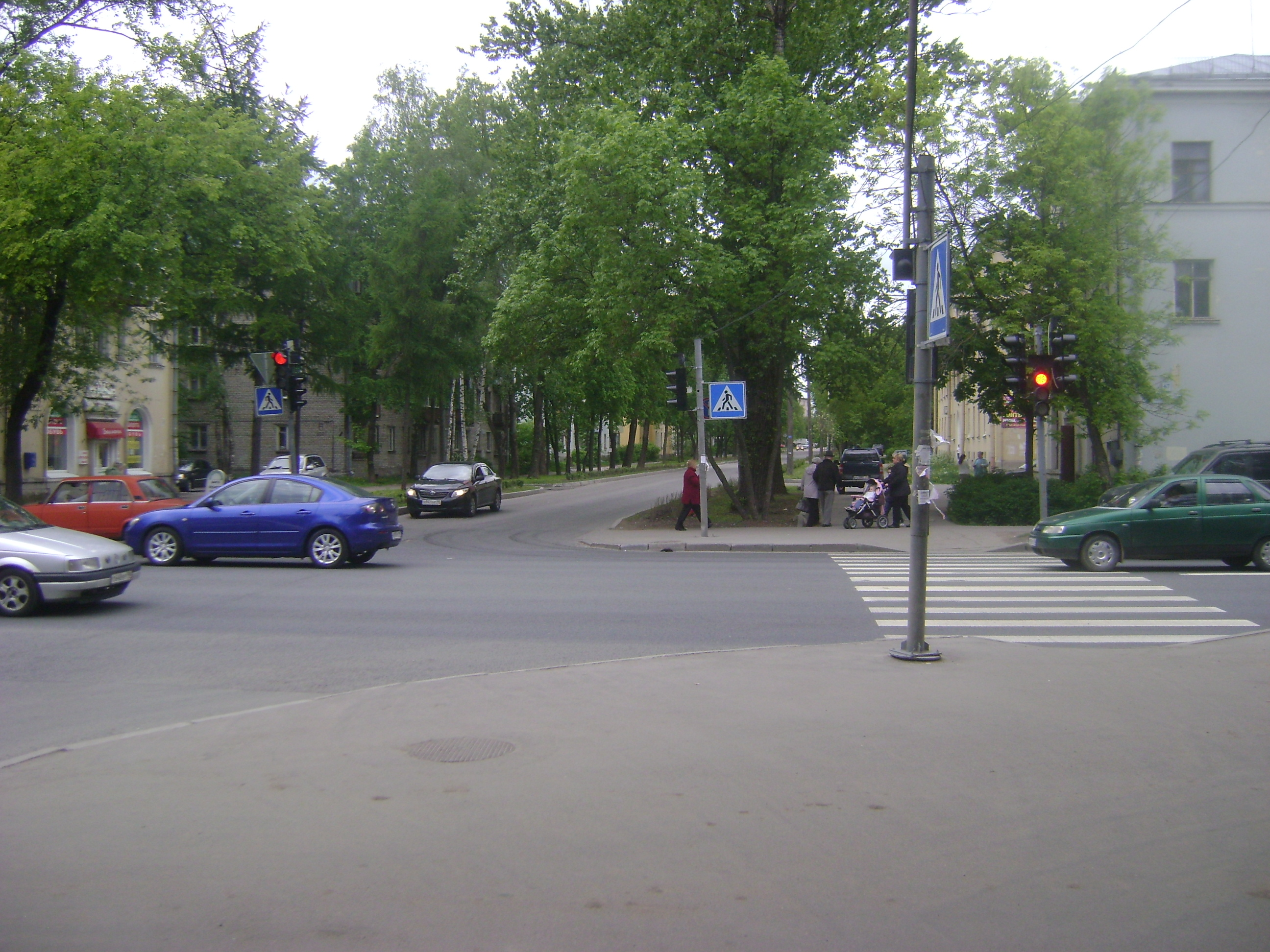
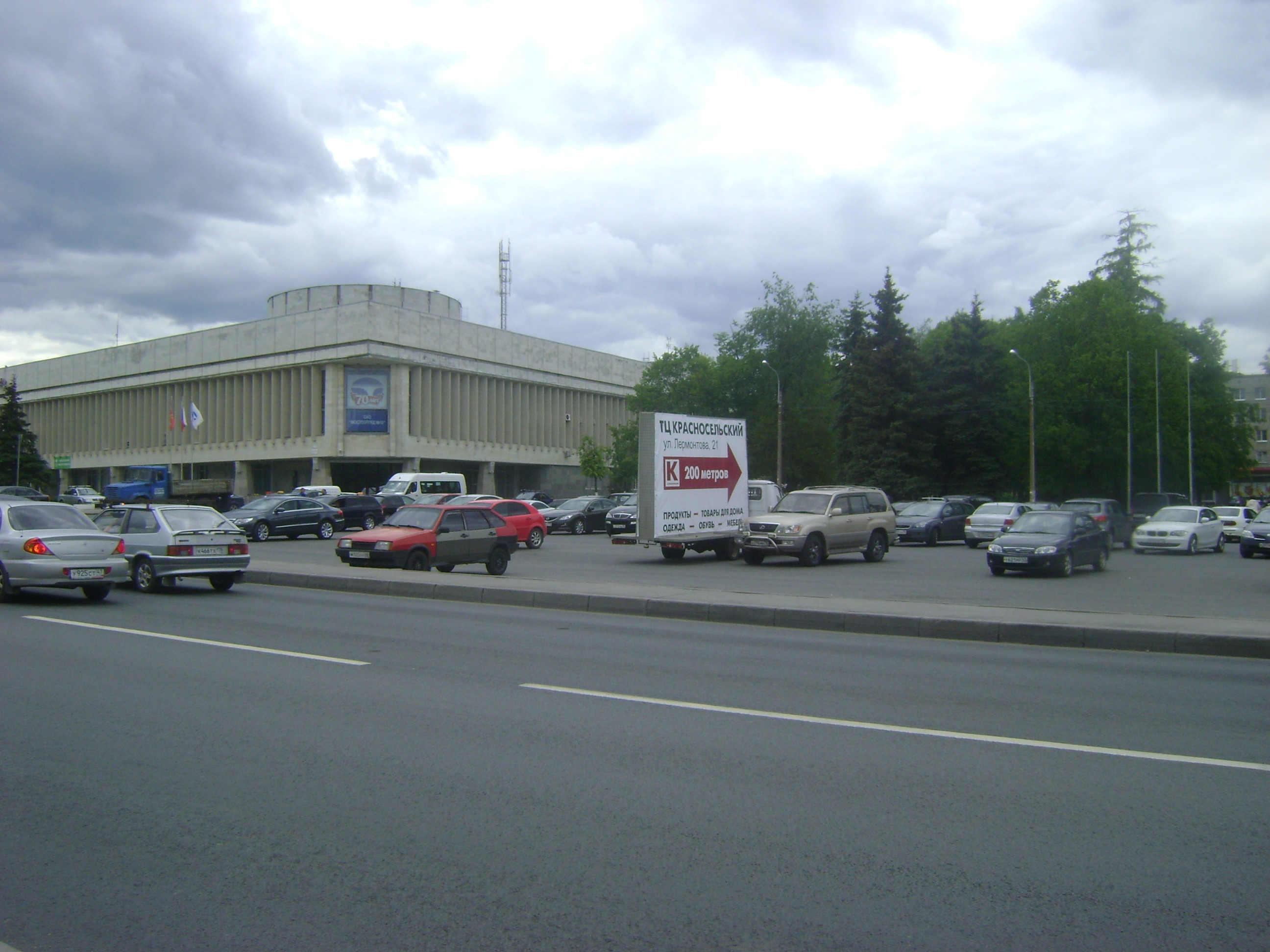
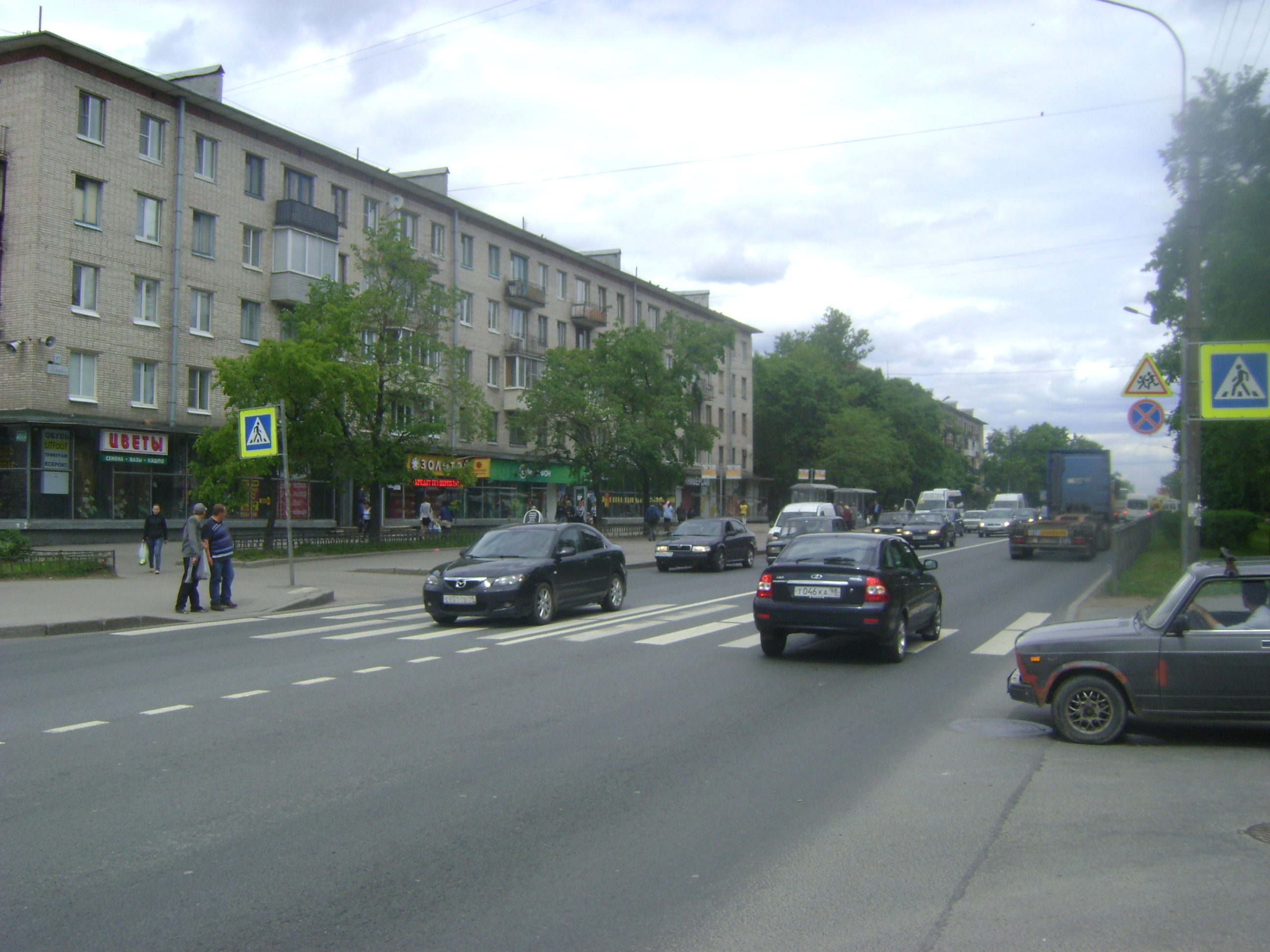